# USS Downes (DD-375)
USS Downes (DD-375) là một tàu khu trục lớp Mahan được Hải quân Hoa Kỳ chế tạo vào giữa những năm 1930. Nó là chiếc tàu chiến thứ hai của Hải quân Hoa Kỳ được đặt tên theo Thiếu tướng Hải quân John Downes (1786-1854), người từng tham gia cuộc Chiến tranh 1812. Nó đã có mặt tại Trân Châu Cảng vào lúc diễn ra cuộc tấn công vào ngày 7 tháng 12 năm 1941, bị hư hại nặng đến mức phải tháo dỡ và chế tạo lại toàn bộ, và đã hoạt động trở lại từ năm 1943 cho đến khi Chiến tranh Thế giới thứ hai kết thúc. Downes được cho ngừng hoạt động và bị bán để tháo dỡ vào năm 1947.

## Thiết kế và chế tạo
Downes được đặt lườn vào ngày 15 tháng 8 năm 1934 tại Xưởng hải quân Norfolk ở Portsmouth, Virginia. Nó được hạ thủy vào ngày 22 tháng 4 năm 1936, được đỡ đầu bởi cô S. F. Downes, một hậu duệ của Thiếu tướng Downes; và được đưa ra hoạt động vào ngày 15 tháng 1 năm 1937 dưới quyền chỉ huy của Hạm trưởng, Trung tá Hải quân C. H. Roper.

## Lịch sử hoạt động
Sau khi nhập biên chế, Downes khởi hành từ Norfolk, Virginia, và đi đến San Diego, California vào ngày 24 tháng 11 năm 1937 để thực hành dọc theo vùng bờ Tây, vùng biển Caribe và quần đảo Hawaii cho đến tháng 4 năm 1940, khi cảng nhà của nó được chuyển đến Trân Châu Cảng. Trong tháng 3 và tháng 4 năm 1941, nó tham gia chuyến đi đến Samoa, Fiji và Australia, và viếng thăm vùng bờ Tây vào cuối năm đó.
Khi Hải quân Nhật bất ngờ tấn công Trân Châu Cảng vào ngày 7 tháng 12 năm 1941, Downes đang ở trong ụ tàu ở Trân Châu Cảng cùng tàu khu trục Cassin và thiết giáp hạm Pennsylvania. Cả ba đã chịu đựng cuộc không kích nặng nề, và cho dù bị càn quét bắn phá, thủy thủ đoàn trên cả Downes lẫn Cassin đã khai hỏa súng phòng không, chống đỡ các cuộc không kích tiếp theo. Các quả bom cháy đã làm nổ tung các thùng nhiên liệu bị rò rỉ, gây ra các đám cháy không thể kiểm soát được. Trong một nỗ lực làm ngập nước ụ tàu để chữa cháy, dầu bốc cháy dâng cao theo mực nước, làm nổ tung đạn dược và đầu đạn ngư lôi, khiến cả hai chiếc tàu khu trục được lệnh bỏ tàu. Sau đó Cassin bị trượt khỏi các khối chèn dưới lườn tàu và nghiêng tựa trên Downes. Cả hai con tàu được xem là tổn thất, và Downes được chính thức cho xuất biên chế vào ngày 20 tháng 6 năm 1942. Cả hai con tàu đều bị hư hại quá mức có thể sửa chữa, nhưng máy móc và thiết bị của chúng được tháo dỡ và thu hồi, được cho chuyển đến Xưởng hải quân Mare Island, nơi những con tàu hoàn toàn mới được chế tạo dựa trên máy móc vật liệu thu hồi được, và chúng được đặt lại tên và số hiệu lườn nguyên thủy.
Được cho nhập biên chế trở lại tại Xưởng hải quân Mare Island vào ngày 15 tháng 11 năm 1943, Downes khởi hành từ San Francisco, California vào ngày 8 tháng 3 năm 1944 để hộ tống một đoàn tàu vận tải đi đến Trân Châu Cảng, và tiếp tục đi đến Majuro, đến nơi vào ngày 26 tháng 3. Nó được phân nhiệm vụ phong tỏa đảo san hô Wotje, một vị trí cố thủ của quân Nhật bị bỏ qua, cho đến ngày 5 tháng 4; và sau khi được tiếp liệu tại Trân Châu Cảng, đã tiếp tục đi đến Eniwetok vào ngày 6 tháng 5, phục vụ như tàu kiểm soát lối ra vào cảng và là soái hạm của đơn vị đặc nhiệm tuần tra gần bờ. Trong giai đoạn này nó từng giải cứu một phi công bị rơi trong vũng biển Eniwetok cùng bốn thành viên đội bay khác ngoài khơi Ponape, Caroline Islands. Đến tháng 7, nó bắt đầu làm nhiệm vụ hộ tống vận tải từ Eniwetok đến Saipan nhằm hỗ trợ cho chiến dịch quần đảo Mariana, rồi tuần tra ngoài khơi Tinian trong quá trình đổ bộ tại đây. Nó đã hỗ trợ hỏa lực tại Marpi Point, Tinian và bắn phá đảo Aguijan, vào ngày 9 tháng 10 đã tham gia bắn phá đảo Marcus như một đòn nghi binh cho cuộc không kích của tàu sân bay xuống Nansei Shoto.
Downes khởi hành từ Saipan vào ngày 14 tháng 10 để gia nhập Đội đặc nhiệm 38.1 hai ngày sau đó cho một cuộc truy tìm các tàu chiến Nhật mà Đô đốc hy vọng có thể đánh lừa ra biển khơi bằng hai chiếc tàu tuần dương bị hư hại Canberra và Houston. Đội đặc nhiệm quay trở về Leyet để hỗ trợ cho cuộc đổ bộ tại đây vào ngày 20 tháng 10. Downes khởi hành đi Ulithi vào ngày hôm đó, nhưng được gọi quay trở lại hộ tống các tàu sân bay trong cuộc không kích nhắm vào hạm đội Nhật Bản trong Trận chiến vịnh Leyte. Nó được cho tách ra vào ngày 27 tháng 10, và lên đường đi Ulithi để được tiếp tế.
Tiếp tục đi đến Trân Châu Cảng để được đại tu, Downes chỉ quay trở lại Ulithi vào ngày 29 tháng 3 năm 1945 hộ tống một đoàn tàu vận tải, và sau đó đi đến Guam. Từ ngày 5 tháng 4 đến ngày 5 tháng 6, nó hoạt động tại khu vực quần đảo Mariana trong các nhiệm vụ tuần tra, giải cứu máy bay, huấn luyện tàu ngầm và hộ tống. Nó đã phục vụ tại Iwo Jima trong các nhiệm vụ tương tự từ ngày 9 tháng 6. Khi chiến tranh kết thúc, nó được lệnh quay trở về Hoa Kỳ, và đã rời Iwo Jima vào ngày 19 tháng 9 với các quân nhân giải ngũ trên tàu. Nó về đến San Pedro, California, ghé qua Beaumont, Texas vào dịp lễ hội của Ngày Hải quân, và về đến Norfolk vào ngày 5 tháng 11.
Downes được cho ngừng hoạt động vào ngày 17 tháng 12 năm 1945 và bị bán để tháo dỡ vào ngày 18 tháng 11 năm 1947.

## Phần thưởng
Downes được tặng thưởng bốn Ngôi sao Chiến trận do thành tích phục vụ trong Chiến tranh Thế giới thứ hai.